# Agrostis neogaea
Agrostis neogaea é uma espécie de gramínea do gênero Agrostis, pertencente à família Poaceae.